# Lichtenberg (järnvägsstation)
Berlin-Lichtenberg är en järnvägsstation på gränsen mellan stadsdelarna Lichtenberg och Rummelsburg i stadsdelsområdet Lichtenberg i östra Berlin i Tyskland. Vid stationen ansluter både tunnelbana (U-bahn) och spårvagn (Tram). Innan Berlin Hauptbahnhof invigdes i maj 2006, var Berlin-Lichtenberg slutstation för fjärrtåg från Östeuropa. Även nattåg från Malmö har tidvis haft Lichtenberg som slutstation.

## Galleri

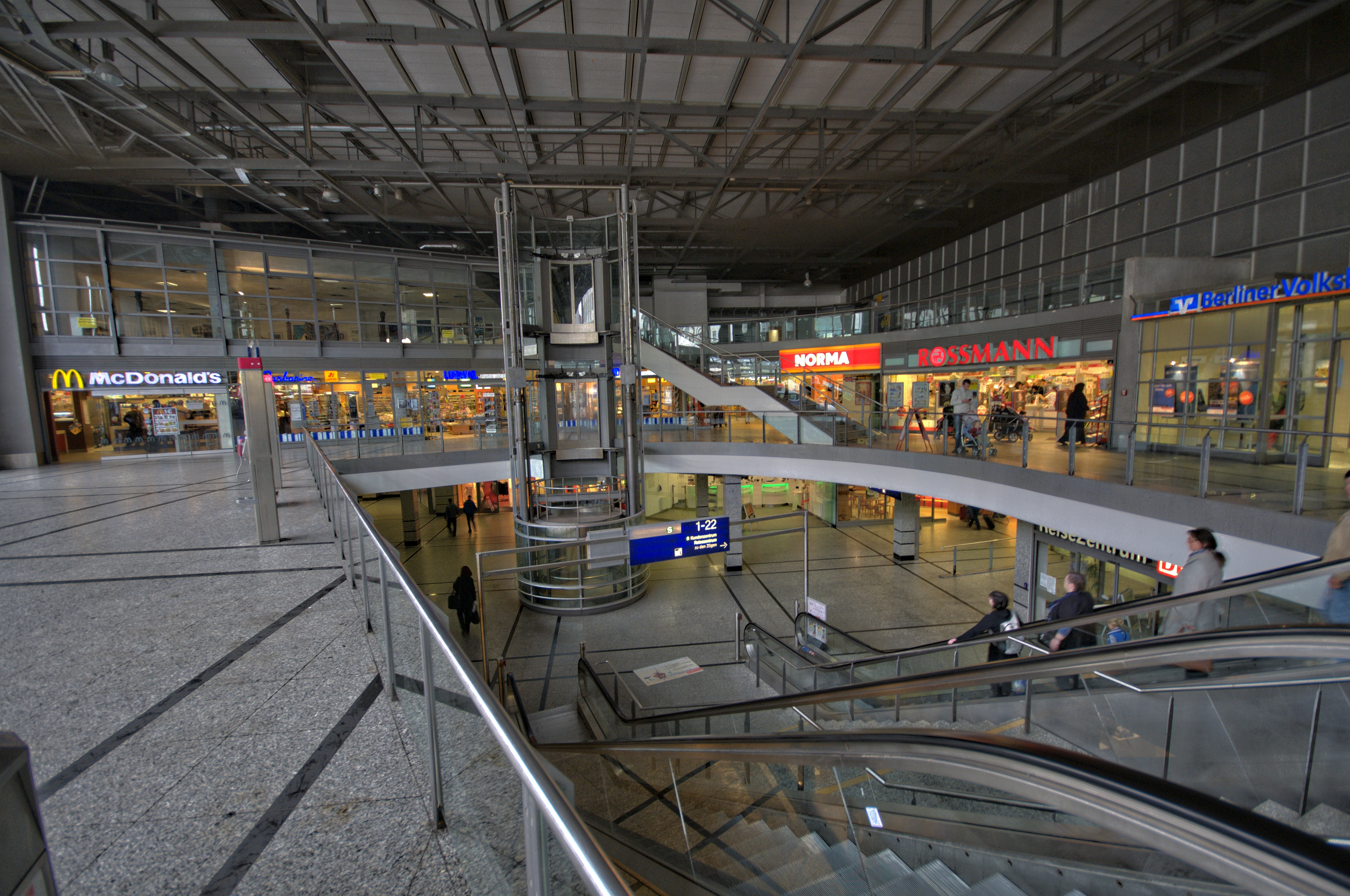
Järnvägshallen
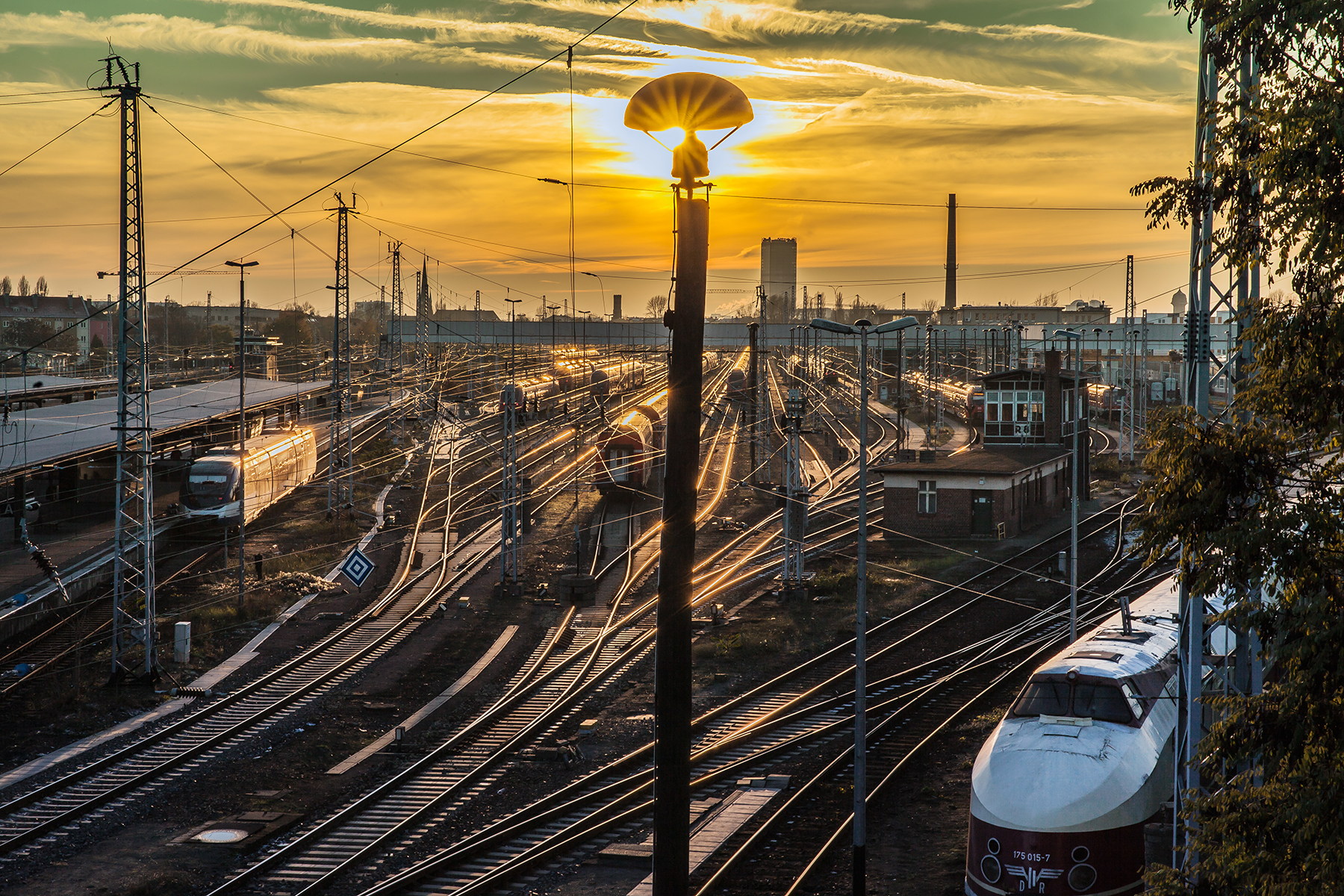
Spåren
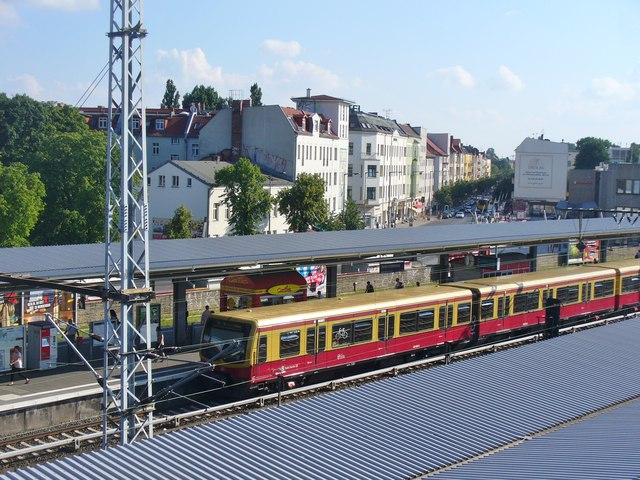
S-Bahn-perrongen
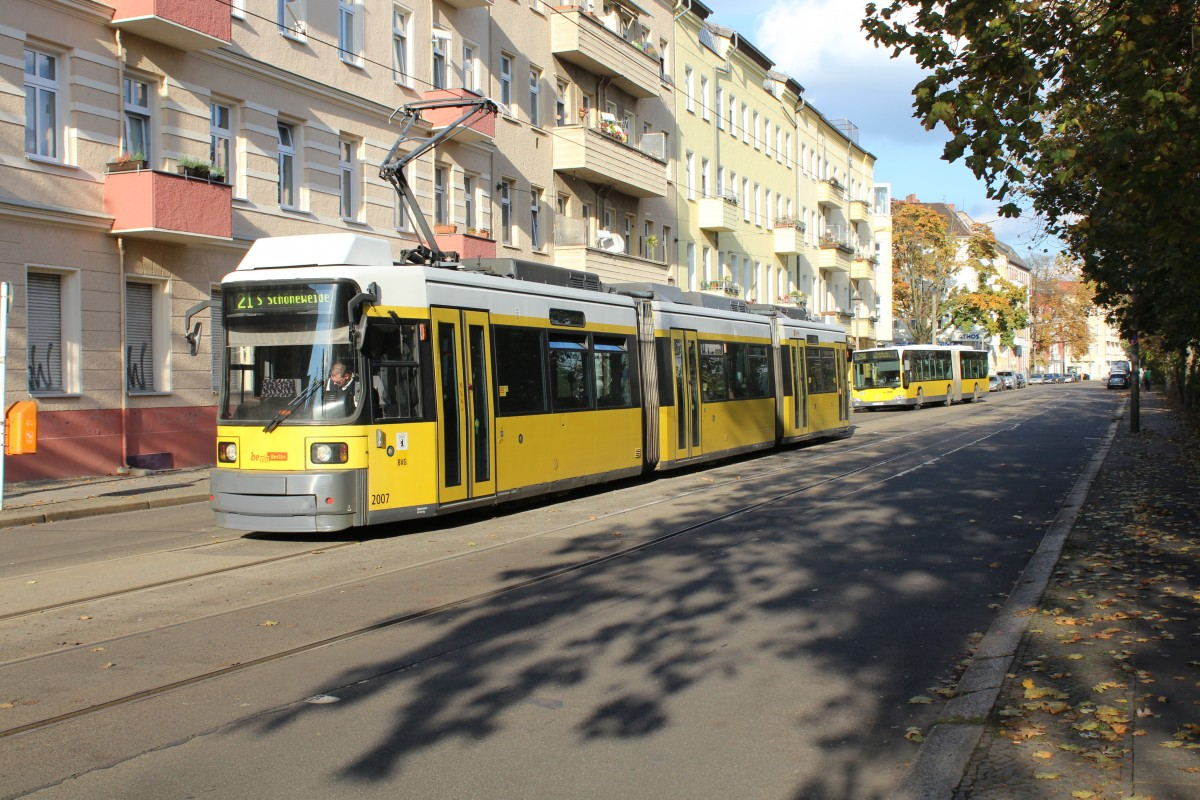
Spårvagn 21 och 37 trafikerar
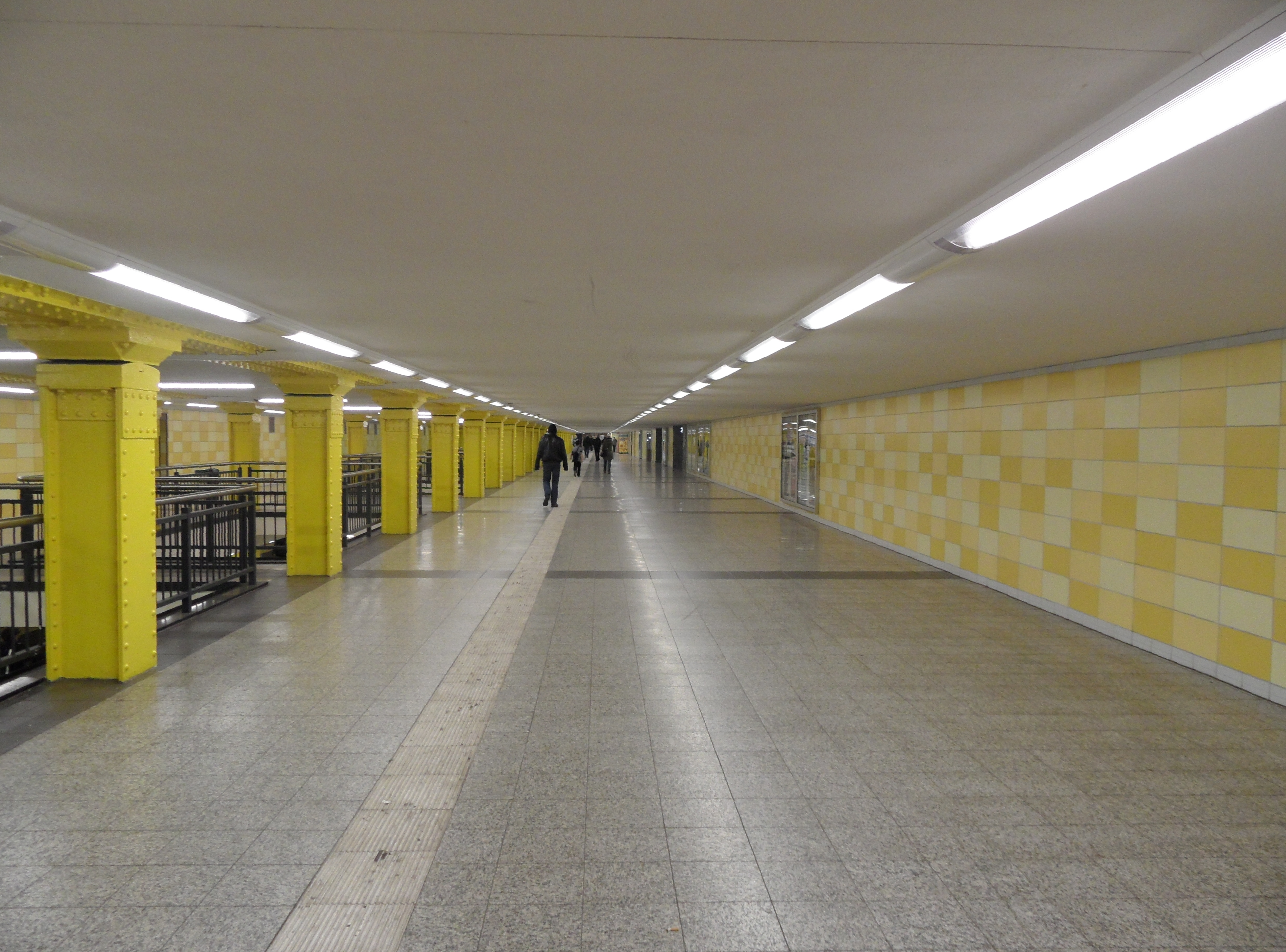
Gången mellan tunnelbanan och järnvägsstationen
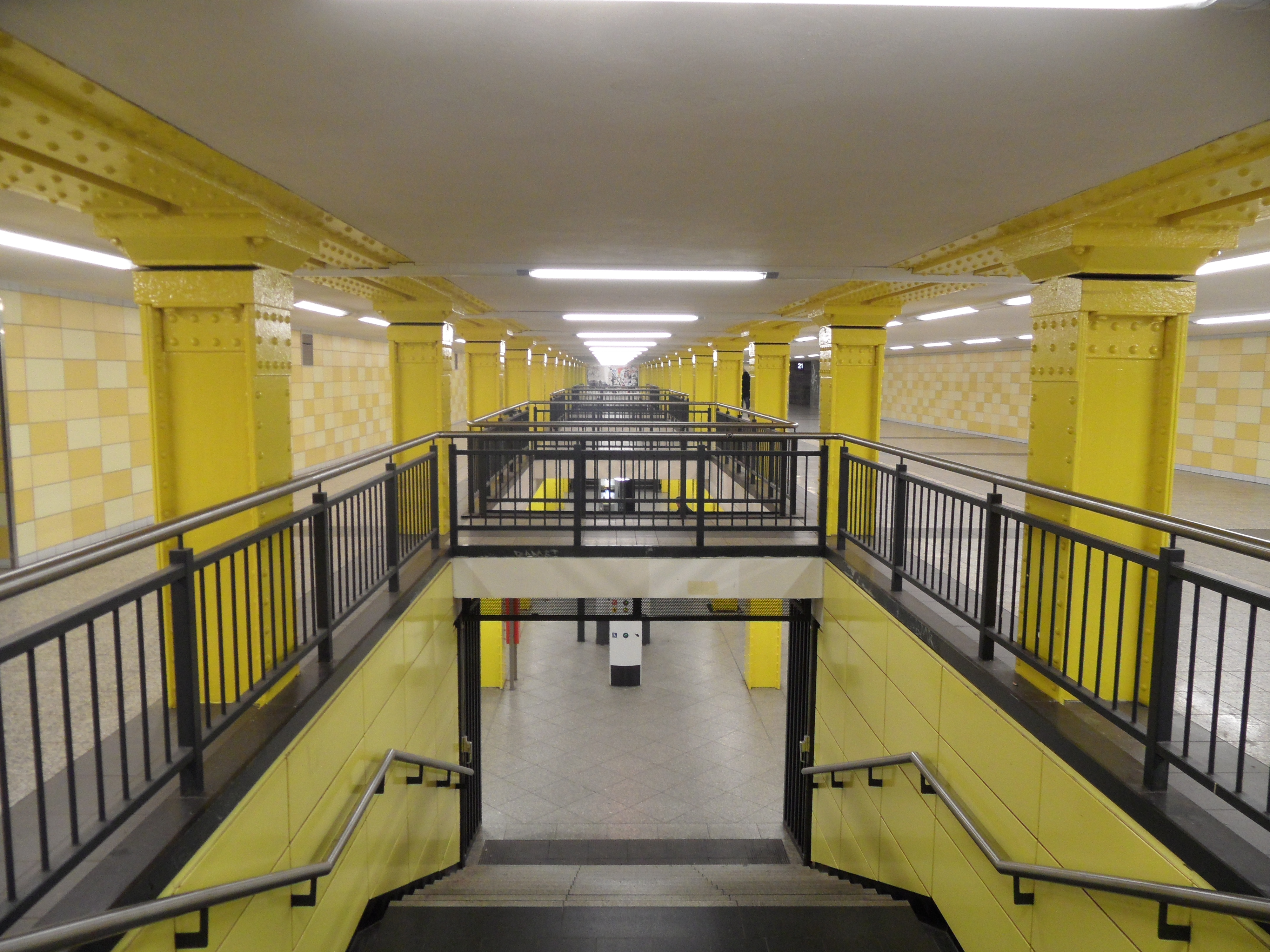
Tunnelbanestationen Lichtenberg
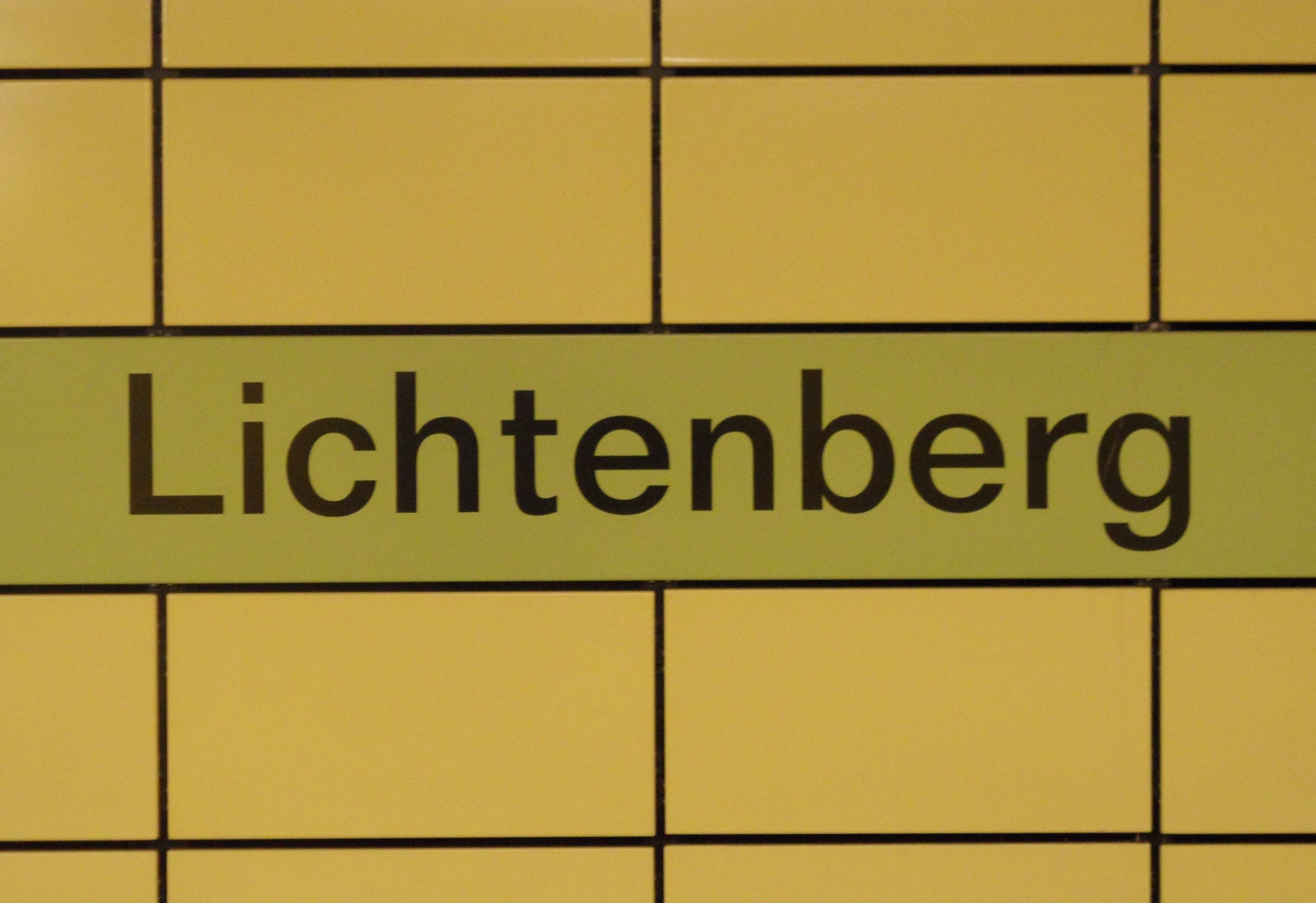
Tunnelbanestationen Lichtenberg
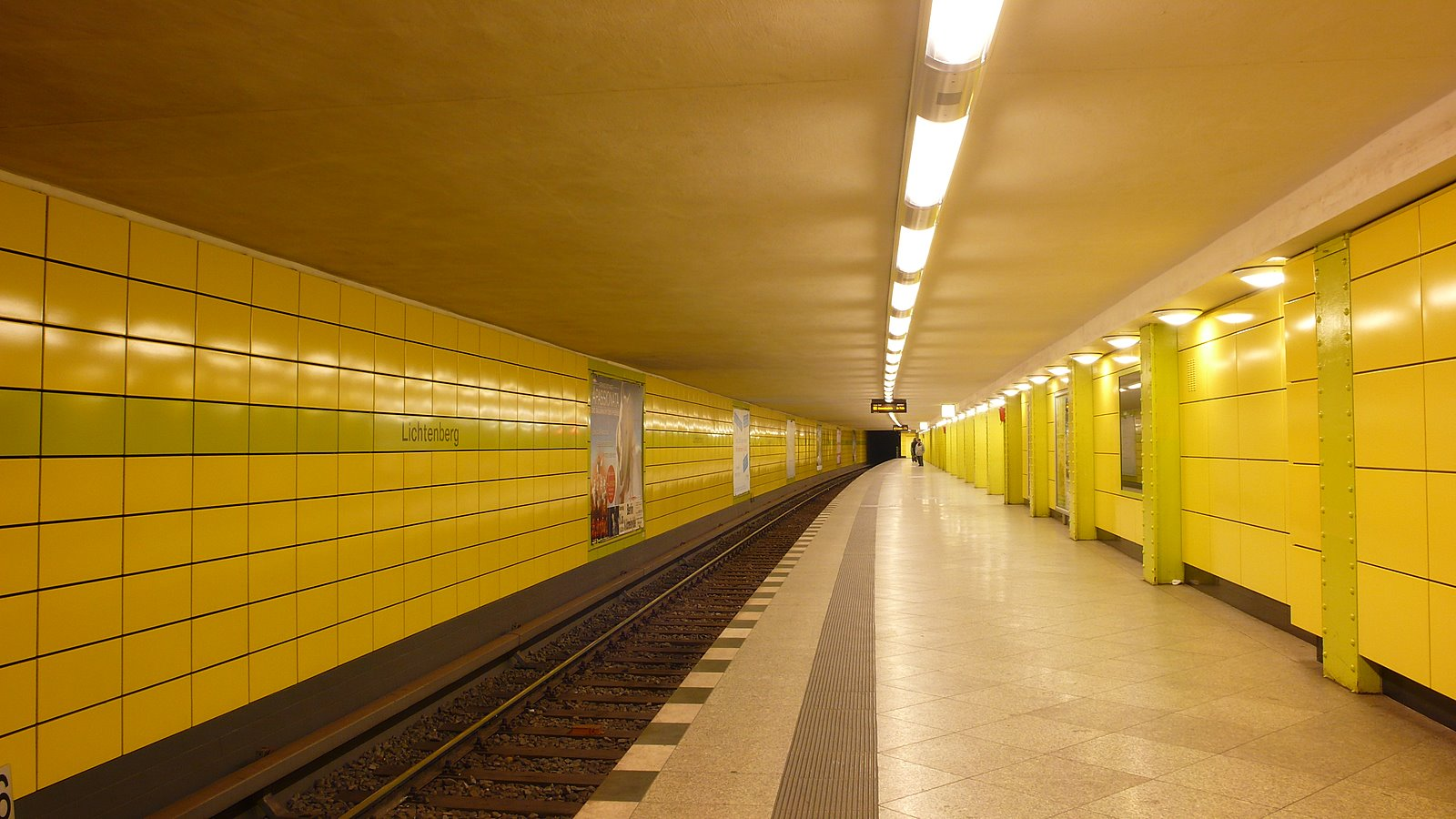
U-Bahn Lichtenberg efter renoveringen, nu med ljusare färger.